# ロンドンブーツ
ロンドンブーツ（London boots）とは靴の一種。1970年に東京青山にある手作りの靴店カルツェリアホソノの細野勝により考案、開発され、1970年代に流行した、かかとが高いブーツのこと。
底は厚めではあるが、後に流行した厚底靴ほどではない。ブーツ丈はあまり高くなく、ふくらはぎに届かない程度のものが多い。派手な色柄でペイントが施されていることもある。

## 概要
ロンドンでハードロックやヘヴィメタルのアーティストのファッションとして流行していたブーツが元になっている。
細野が考案したきっかけは「ムッシュかまやつが製作を依頼した」「靴屋がイギリスのレコードのジャケットを見て考案した」など諸説があり、1970年頃から販売されるようになった。
とくに当時流行していたベルボトムのパンツ（パンタロン）と組み合わせて脚を長く見せるファッションが流行り、野口五郎や沢田研二、グループ・サウンズの人気歌手などがこぞってこのファッションを取り入れ、さらに流行に拍車をかけた。
1990年代後半には、つま先の底の厚さがロンドンブーツに比べて2～3倍のものが『厚底靴』として女性を中心に流行となった。2000年代前半にはピンヒールなどの流行によりあまり見られなくなったが、依然ロックアーティストや、コスプレ用のファッションアイテムとして需要がある。